# Ugo Mifsud Bonnici
Ugo Mifsud Bonniċi (n. 1932) advocat i polític, va ser president de Malta entre el 1994 i el 1999.
Va néixer a Cospicua, fill del professor Carmelo Mifsud Bonnici i Maria Ross. El 1987 el seu partit va guanyar les eleccions al govern i Bonnici va ser nomenat Ministre de l'Educació. El 1990 va acumular també les funcions de Ministre de l'Interior, i el 1992 ell va esdevenir Ministre d'Educació i de Recursos Humans. Va ser elegit president del país i va assumir el lloc el 4 d'abril de 1994, complint els 5 anys de mandat fins al 4 de maig 1999.